# Douarnenez Communauté
Douarnenez Communauté est une communauté de communes française, située dans le département du Finistère, en région Bretagne. Son siège est Douarnenez.

## Histoire
La Communauté de Communes du Pays de Douarnenez a été créée en décembre 1993.

## Territoire communautaire

### Géographie
Située à l'ouest  du département du Finistère, l'intercommunalité Douarnenez Communauté regroupe 5 communes et s'étend sur 105,5 km2.

Ancien logotype

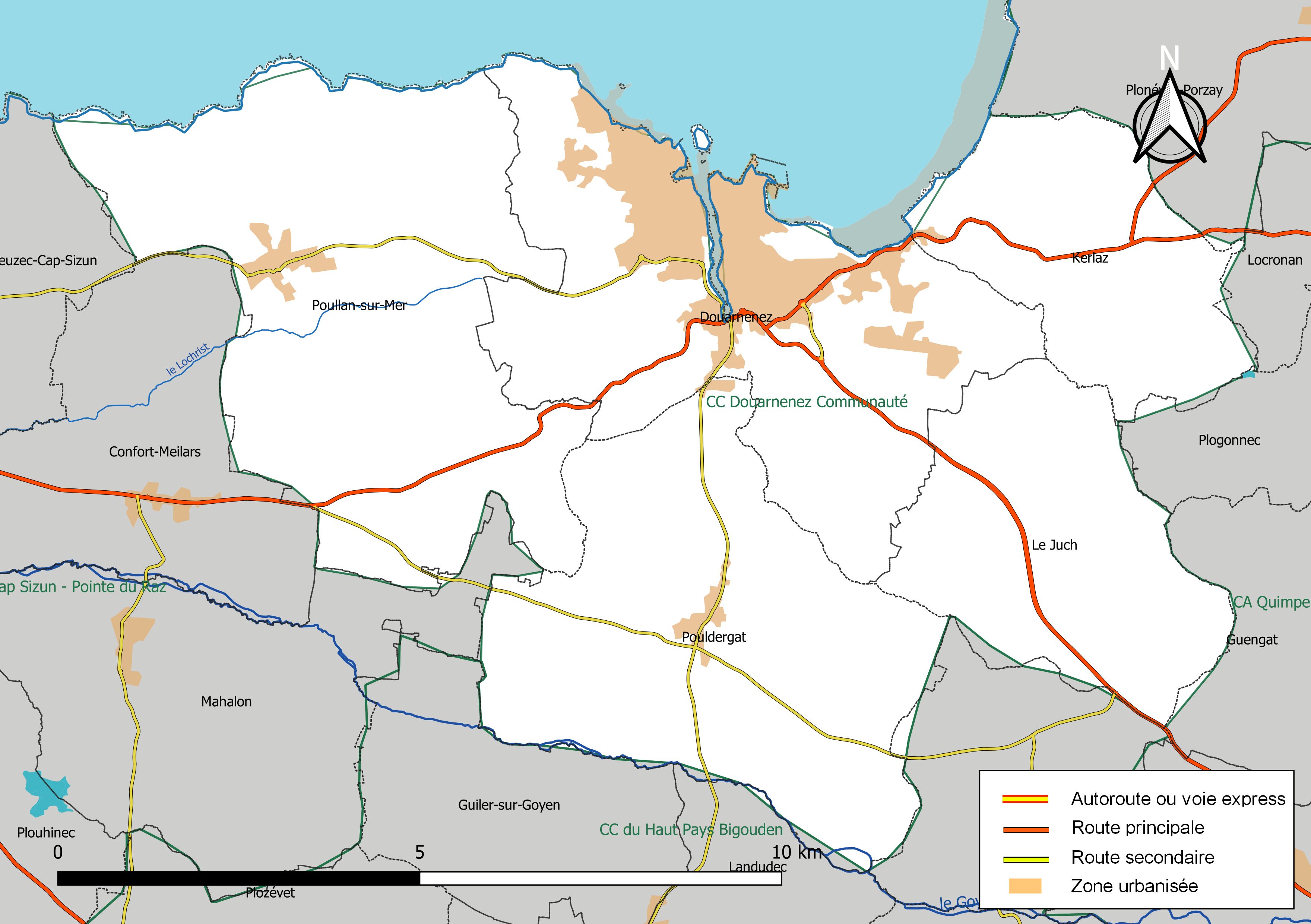
Carte de l'intercommunalité Douarnenez Communauté au 1er janvier 2019.

### Composition
La communauté de communes est composée des 5 communes suivantes :

| Nom                | Code Insee | Gentilé                         | Superficie (km2) | Population (dernière pop. légale) | Densité (hab./km2) |
| ------------------ | ---------- | ------------------------------- | ---------------- | --------------------------------- | ------------------ |
| Douarnenez (siège) | 29046      | Douarnenistes ou Douarnenésiens | 24,94            | 14 188 (2022)                     | 569                |
| Le Juch            | 29087      | Juchois                         | 14,38            | 753 (2022)                        | 52                 |
| Kerlaz             | 29090      | Kerlaziens                      | 11,45            | 798 (2022)                        | 70                 |
| Pouldergat         | 29224      | Pouldergatois                   | 24,39            | 1 213 (2022)                      | 50                 |
| Poullan-sur-Mer    | 29226      | Poullanais                      | 30,35            | 1 460 (2022)                      | 48                 |

En 1996, la commune de Kerlaz l'a rejointe. Le territoire communautaire compte moins de 20 000 habitants.
Elle est administrée par un conseil de 22 membres, désignés au sein des conseils municipaux de chaque commune.

### Démographie

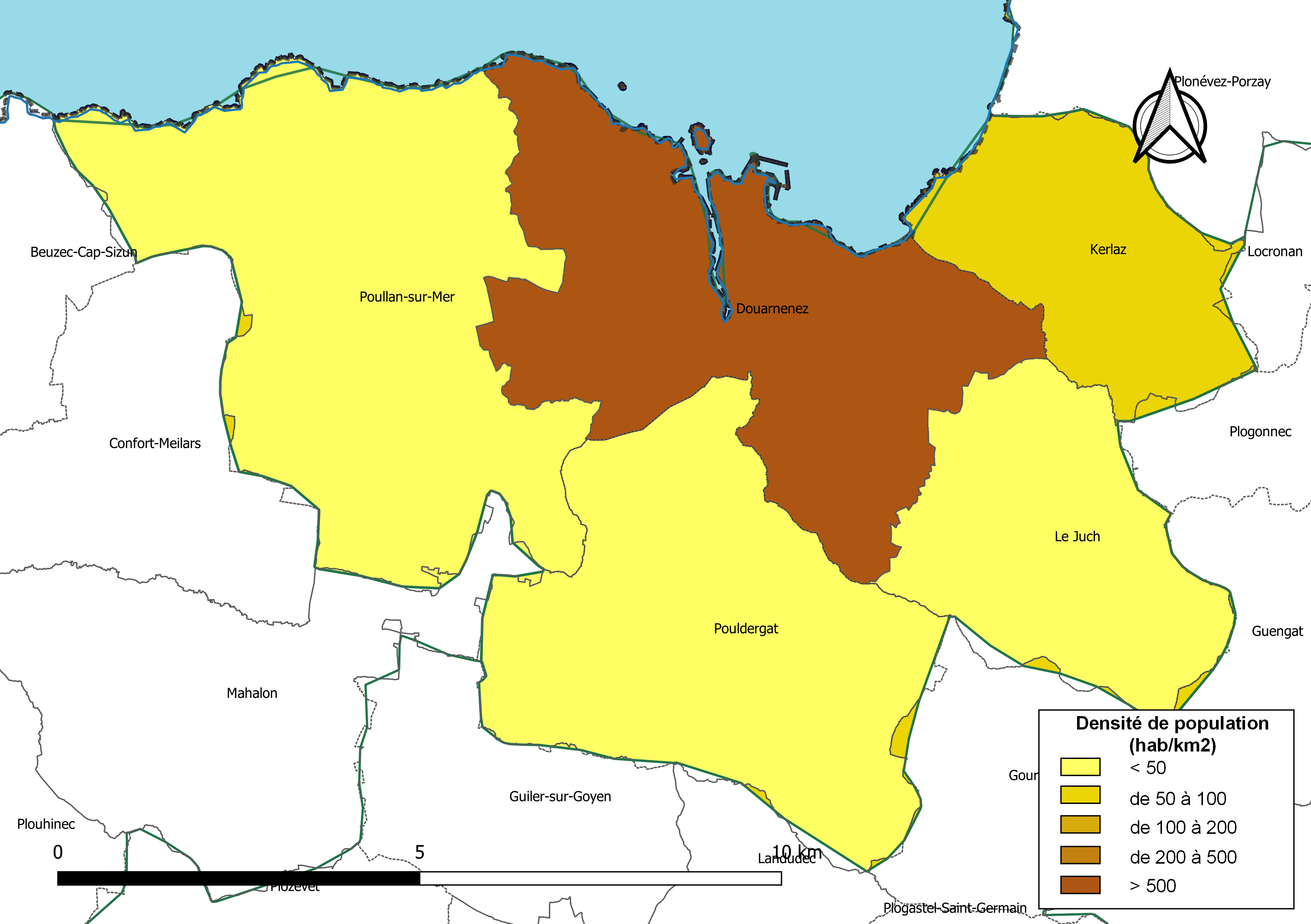
Carte des densités de population (millésimée 2016) des communes de l'intercommunalité Douarnenez Communauté. Composition en communes au 1er janvier 2019.

L'intercommunalité Douarnenez Communauté est passée de 19 076 habitants en 2013 à 18 245 habitants en 2018, soit une perte de 4,3 % en 5 ans. Seule la commune du Juch a gagné quelques habitants (trois) pendant cette période, toutes les autres communes de L'intercommunalité en perdant, notamment la ville de Douarnenez, passée de 14 750 habitants en 2013 à 14 015 en 2018 et Kerlaz, commune qui a vu sa population le plus régresser en pourcentage (- 5,7 % en 5 ans, passant de 830 habitants en 2013 à 783 en 2018.
| 1968   | 1975   | 1982   | 1990   | 1999   | 2010   | 2015   | 2016   | 2017   |
| ------ | ------ | ------ | ------ | ------ | ------ | ------ | ------ | ------ |
| 23 163 | 22 732 | 21 908 | 20 875 | 20 145 | 19 233 | 18 504 | 18 327 | 18 141 |

Après des années de baisse démographique, la tendance semble commencer à s'infléchir : selon l'Insee, la population de Douarnenez communauté est passée de 18 504 habitants en 2015 à 18 383 habitants en 2021, soit une baisse de seulement 126 habitants pendant cette période ; toutefois seule la commune du Juch a gagné des habitants (+ 2,3 %), les autres en perdant toujours (Kerlaz (- 4,6 %), Poullan-sur-Mer (- 3,3 %), Pouldergat et même Douarnenez (- 0,3 % chacune).

## Administration

### Siège
Le siège de la communauté de communes est à Douarnenez, 75 rue Ar Veret.

### Conseil communautaire
Les 26 conseillers titulaires sont ainsi répartis selon le droit commun comme suit : 
| Nombre de délégués | Communes        |
| ------------------ | --------------- |
| 13                 | Douarnenez      |
| 5                  | Poullan-sur-Mer |
| 4                  | Pouldergat      |
| 2                  | Le Juch, Kerlaz |

### Élus
La communauté de communes est administrée par son conseil communautaire constitué en 2020 de 26 conseillers communautaires, qui sont des conseillers municipaux représentant chacune des communes membres.
À la suite des élections municipales de 2020 dans le Finistère, le conseil communautaire du 9 juillet 2020 a élu son président, Philippe Audurier, premier adjoint au maire de Kerlaz, ainsi que ses 7 vice-présidents.
|     | Attributions | Identité          | Qualité                              |
| --- | ------------ | ----------------- | ------------------------------------ |
| 1re | -            | Jocelyne Poitevin | Maire de Douarnenez                  |
| 2e  | -            | Christian Grijol  | Maire de Poullan-sur-Mer             |
| 3e  | -            | Florence Crom     | Conseillère municipale de Douarnenez |
| 4e  | -            | Katell Chantreau  | Conseillère municipale de Pouldergat |
| 5e  | -            | Dominique Tillier | 2e adjointe au maire de Douarnenez   |
| 6e  | -            | Marc Raher        | 1er adjoint au maire du Juch         |
| 7e  | -            | Hugues Tupin      | Conseiller municipal de Douarnenez   |

Autres membres du bureau
Isabelle Clément (conseillère municipale de Douarnenez), Anissa Andasmas (conseillère municipale de Poullan-sur-Mer), Patrick Tanguy (maire du Juch), Henri Savina (maire de Pouldergat) et Marie-Thérèse Hernandez (maire de Kerlaz).

### La crise de 2023
Au printemps 2023, la maire de Douarnenez, Jocelyne Poitevin, a pris la présidence de Douarnenez Communauté, évinçant Philippe Audurier, contraint à la démission. Cette prise de pouvoir de la ville centre a laissé un goût amer aux élus de certaines communes rurales comme ceux de Pouldergat, du Juch et de Poullan-sur-Mer ; les deux dernières communes citées envisagent même de quitter Douarnenez Communauté, ce qui menacerait son existence même.

### Liste des présidents
| Période        | Période                  | Identité          | Étiquette | Qualité |
| -------------- | ------------------------ | ----------------- | --------- | --- |
| 1993           | 1995                     | Jean Peuziat      | PS        | 1er adjoint au maire de Douarnenez (1971 → 1995) Ancien député (1981 → 1988), conseiller général de Douarnenez (1982 → 1994) |
| 1995           | avril 2001               | Yves Youinou      | RPR       | 1er adjoint au maire de Douarnenez                                                                                           |
| avril 2001     | mars 2008                | Daniel Bouër      | PS        | Ancien adjoint au maire de Douarnenez (1977 → 1995)                                                                          |
| mars 2008      | juin 2011                | William Boulic    | UMP       | 1er adjoint au maire de Douarnenez (2008 → 2013)                                                                             |
| juin 2011      | avril 2014               | Rémi Bernard      |           | 1er adjoint au maire de Poullan-sur-Mer                                                                                      |
| avril 2014     | juillet 2016 (démission) | Jacques Lannou    | DVG       | Adjoint au maire de Poullan-sur-Mer                                                                                          |
| septembre 2016 | juillet 2020             | Erwan Le Floch    | DVD       | Adjoint au maire de Douarnenez                                                                                               |
| juillet 2020   | 2023                     | Philippe Audurier | DVG       | 1er adjoint au maire de Kerlaz (2020 → )                                                                                     |
| 2023           | En cours                 | Jocelyne Poitevin | Droite    | Maire de Douarnenez. |

### Compétences
L'intercommunalité exerce les compétences qui lui ont été transférées par les communes membres, dans les conditions définies par le code général des collectivités territoriales. Ces compétences ont évolué à plusieurs reprises.

#### Le développement économique
- création et gestion des zones d'activités
- construction de bâtiments à destination des entreprises
- partenariat avec l'Office de tourisme
- aide au commerce et à l'artisanat...
- la pépinière d'entreprise (favoriser la création d'entreprises sur le territoire de la communauté de communes)

#### La collecte et le traitement des déchets ménagers et commerciaux
Le traitement d'une partie des déchets est délégué au SITOM Ouest Cornouaille qui regroupe 3 communautés (Pays de Douarnenez, Cap Sizun, Haut Pays Bigouden)

#### La voirie
- entretien des voies communales
- travaux d'investissement lourds sur des axes routiers déclarés d'intérêt communautaire.

#### Le logement
- élaboration d'un Programme Local de l'Habitat
- actions d'informations

### Régime fiscal et budget
La communauté de communes est un établissement public de coopération intercommunale à fiscalité propre.
Afin de financer l'exercice de ses compétences, l'intercommunalité perçoit la fiscalité professionnelle unique (FPU) – qui a succédé à la taxe professionnelle unique (TPU) – et assure une péréquation de ressources entre les communes résidentielles et celles dotées de zones d'activité.